# Dylan Thomas

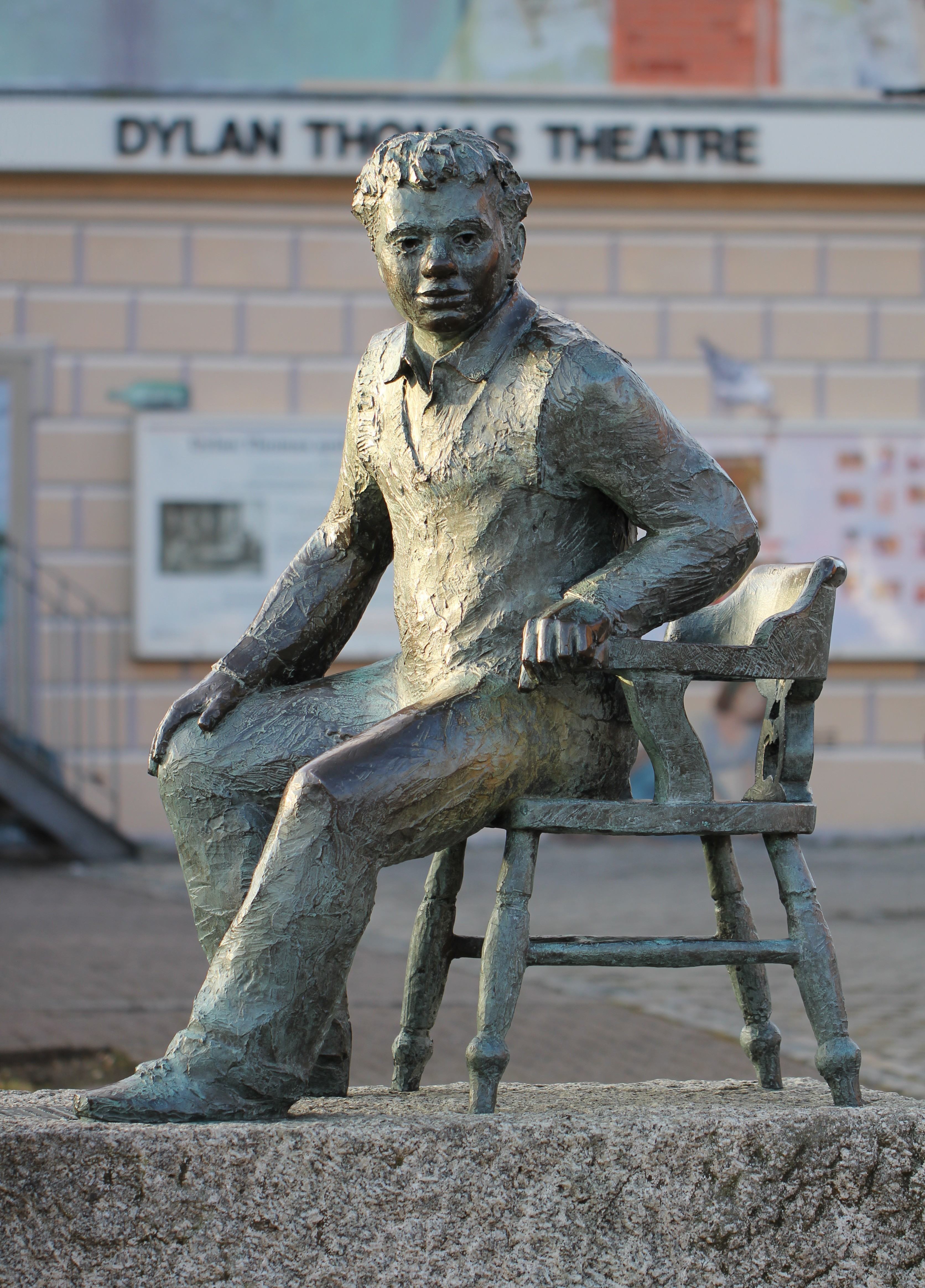

Dylan Marlais Thomas (Swansea, Gal·les, 27 d'octubre de 1914 – Nova York, 9 de novembre de 1953) fou un poeta, escriptor de contes i dramaturg gal·lès. Fou un poeta precoç que morí jove. El caos i l'excés van ser el seu camí a la genialitat.

## Biografia
Dylan Marlais Thomas va néixer a Swansea, Gal·les, l'any 1914. La seva precocitat es nota ja des de la seva infantesa: als 4 anys és capaç de recitar de memòria Ricard II de William Shakespeare. El seu pare, D. J. Thomas, un escriptor frustrat, professor d'una escola elemental (la Swansea Grammar School, on va estudiar Dylan) va precebre el gran talent del seu fill: de fet, somiava donar-li la millor educació possible i enviar-lo a estudiar a Oxford, cosa que no fou possible. Després d'acabar l'educació secundària, Thomas va emigrar a Londres amb el desig de publicar els seus poemes.
Va deixar l'escola per tal de convertir-se, a instàncies del seu pare, en periodista del diari South Wales Evening Post. En aquest diari redactaria obituaris poèticament, i crítiques de cinema i teatre en què ja quedava clara la seva propensió a l'escàndol. Després d'una dura jornada de treball passava llargues estones bevent al bar The Anthelope, on escoltava les històries dels mariners anglesos. Però el seu camí no estava en el periodisme.
Dylan Thomas va morir d'alcoholisme el 4 de novembre de 1953 a l'hotel Chelsea (dos dies abans declarava He begut divuit whiskies seguits, crec que és el meu rècord).

## Obres
El seu primer llibre és Eighteen Poems (1934), recopilació d'imatges transfigurades que va rebre elogis immediats de la crítica anglosaxona, que va destacar-ne la màgia i la foscor dels versos. Ja s'havía fet un nom amb la publicació dels seus primers poemes en diverses revistes, com New Stories, New Verse, Life and Letters Today i The Criterion (en què el director era l'escriptor T. S. Eliot).
Thomas s'aparta de la poesia del seu temps, més preocupada per les qüestions socials, com la que feien T. S. Eliot o W. H. Auden. Thomas evidencia en aquests poemes la influència del surrealisme anglès, i també recull influències de la tradició celta, bíbliques o bé símbols sexuals. Segons Thomas, “la poesia ha de ser tan orgiàstica i orgànica com la còpula, divisòria i unificadora, personal però no privada, propagant l'individu en la massa i la massa en l'individu".
L'activitat de Thomas no acaba aquí. Ja s'havia establert a la capital anglesa, i s'havia fet, mitjançant la seva poesia, un cercle de lectors i amistats literàries. També aprofita per casar-se. L'any 1936 es casa amb Gaitlin MacNamara, i publica el seu segon llibre, Twenty-Five Poems. Les coses no li van bé econòmicament i cau en l'alcoholisme. En la beguda trobarà la lucidesa que li permet crear les imatges fosques i delirants que farien famosa la seva poesia.
Cap a 1939, Europa comença a viure l'horror de la Segona Guerra Mundial. Dylan Thomas vol allistar-se, però el declaren no apte per al combat. Aleshores comença la seva carrera radiofònica, en què va demostrar un particular talent, especialment com a guionista i locutor. En la ràdio de la BBC, la seva tasca és el comentari de documentals cinematogràfics, però també faria altres projectes, com el poema dramàtic Under Milk Wood (pòstum, 1954). Es publiquen els seus llibres The World I Breath i The Map of Love.
L'any 1946, es publica la que és considerada la seva obra més important Deaths and Entrances, en què és possible de percebre la seva obsessió pel so i el ritme.
El dia 9 de novembre de 1953 mor a l'hospital St. Vicent de Nova York, després d'haver-hi ingressat uns dies abans per una pneumònia.

## Influència
- Ígor Stravinski li dedicà In memoriam Dylan Thomas (1954), una cançó in memoriam.
- El cantant nord-americà Bob Dylan, que en realitat es diu Robert Zimmermann, en va agafar el nom en homenatge al poeta.

### Poesia
- 18 Poems (1934)
- 25 Poems (1936)
- The Map of Love (1939)
- New Poems (1943)
- Deaths and Entrances (1946)
- Twenty-Six Poems (1950)
- In Country Sleep (1952)
- Collected Poems, 1934-1952 (1952)

### Prosa
- Collected Letters
- Collected Stories
- Portrait of the Artist as a Young Dog (1940). Retrat de l'artista cadell; Traducció de Núria Busquet i Molist; Lleonard Muntaner (2022)
- Quite Early One Morning (pòstuma)
- Adventures In The Skin Trade And Other Stories (1955, pòstuma)
- Selected Writings of Dylan Thomas (1946)
- A Prospect of the Sea (1955)
- A Child's Christmas in Wales (1955)
- Letters to Vernon Watkins (1957)
- Rebecca's Daughters (1965)
- After the Fair
- The Tree
- The Dress
- The Visitor
- The Vest
- Do not go gentle into that good night

### Drama
- Under Milk Wood
- The Doctor and the Devils and Other Scripts (1953)